# Erasmus (vonat)
Az Erasmus egy nemzetközi TEE járat volt, amely Hága és München között közlekedett naponta. Nevét Rotterdami Erasmusról, a németalföldi filozófusról kapta. Az első Erasmus Trans-Europ-Express (TEE) járat 1973. június 6-án indult el és 1980-ig közlekedett. 1980 és 1987 között bekerült az InterCity járatok közé, majd 1987-től, egészen a 2000-es megszűnéséig, mint EuroCity közlekedett. A járat helyét a német vasút ICE vonatai vették át.

## Története

### Trans Europ Express
Az Erasmus 1973. június 3-án indult csak első osztályú kocsikkal a Holland Államvasutak kérésére annak érdekében, hogy közvetlen TEE-összeköttetést biztosítson Hága és Németország között. A Deutsche Bundesbahn egy külön TEE-szolgáltatást akart, amely összeköti Kölnt és Münchent, ugyanazon útvonalon, mint a korábbi TEE Rheinpfeil. Noha a Rheinpfeilt már 1971-ben áthelyezték TEE kategóriából az IC kategóriába, 1973 májusáig még fenntartották az időigényes közvetlen kocsik cseréjét, beleértve a kilátókocsikat is a duisburgi TEE Rheingolddal.
A tervek szerint az új TEE Erasmusnak időzített átszállási kapcsolatai lettek volna a TEE Prinz Eugennel Würzburg felé mindkét irányában. 1973-tól Duisburgban már nem volt közvetlen-kocsi a Rheingold és Rheinpfeil között (a Rheinpfeilt 1979-ben még München helyett Bázelbe közlekedett). Az ADm vista-dome sorozatú kilátókocsik karbantartását azonban a müncheni DB-bázison kellett elvégezni, amely akkor nem volt Rheingold útvonalán. Annak érdekében, hogy a rendszeres karbantartás bekerüljön a normál működésbe, az Erasmus vista-dome személykocsikat is kapott. A TEE Rheingold és a TEE Erasmus szerelvényei az éjszaka folyamán helyet cseréltek Hágában, így minden kilátó-kupolás személykocsit ötnaponta lehetett szervizelni Münchenben.
Kezdetben a járat a Den Haag Hollands Spoor stationról indult az Amszterdam–Rotterdam-vasútvonalon, egy összekötő vágányt használva a Hága-Utrecht-Németország vasútvonal felé, hogy kelet felé haladhasson. A hágai központi pályaudvar, a Hága-Utrecht-Németország-vasútvonal nyugati végállomásának befejezése után, 1976. május 30-án a nyugati végállomás a korábbi Holland állomás helyett a központi állomásra változott, így feleslegessé téve az összekötő vágányt.
Németországban a vonat Köln Hauptbahnhof-Mainz Hauptbahnhof-Frankfurt Hauptbahnhof-Würzburg Hauptbahnhof útirányon át haladt Münchenig.
1976-ban a Vista-dome kocsikat minden járaton kivonták a forgalomból, és helyettesítették őket ARD (bár/üzleti) kocsikkal. Ugyancsak megváltoztatták az Erasmus útvonalát a déli részen Mainz és München között a Mannheim Hauptbahnhof-Stuttgart Hauptbahnhof-Augsburg Hauptbahnhof útvonalra. A járat 1979-től az 1980-as utolsó útjáig ismét a régi eredeti útvonalán közlekedett, hogy Frankfurton és Würzburgon is keresztül haladhasson.

### Másodosztály
A TEE korszak végével a járat már nem csak első- hanem másodosztályú kocsikat is továbbított. 1980 szeptemberében a holland végállomást Amszterdamig, a déli végállomást pedig az ausztriai Innsbruckig módosították. Az Erasmus 1987. május 30-ig mint InterCity járat közlekedett. 1987. május 31-én az Erasmus EuroCity járattá vált. 1991. június 2-án az útvonalat ismét rövidítették, most Amszterdam-Köln irányába, majd 2000. november 3-án az Erasmust egy név nélküli ICE járattal helyettesítették.